# Bílý Potok (Libereci járás)
Bílý Potok település Csehországban, Libereci járásban. Bílý Potok Kořenov, Lázně Libverda és Hejnice településekkel határos. Lakosainak száma 708 fő (2024. január 1.).

## Népesség
A település lakosságának változását az alábbi diagram mutatja:
| Lakosok száma | 1928 | 1907 | 1698 | 852  | 749  | 623  | 691  | 688  | 680  | 708  |
|               | 1869 | 1890 | 1921 | 1950 | 1980 | 2001 | 2017 | 2019 | 2022 | 2024 |